# Casele Cazimir din Iași
Casele Cazimir, clădire istorică din Iași construită în jurul anului 1800 și demolată în 1963, au fost construite de spătarul Petrache Cazimir și au adăpostit, începând cu anul 1835, Academia Mihăileană, Școala de Belle Arte, Pinacoteca ieșeană și apoi Filiala Iași a Academiei Române.

## Istoric
Spătarul Petrache Cazimir a cumpărat de la medelnicerul Ștefan Feștilă, la sfârșitul secolului al XVIII-lea, un teren gol situat în vecinătatea Bisericii Talpalari pe care și-a construit o mare casă. Data la care a fost construită casa nu este cunoscută cu exactitate, ea fiind reprezentată pentru prima dată pe planul Iașului realizat de Giuseppe Bayardi în 1819.
Marele incendiu din 19 iulie 1827, cu punctul de plecare în casele spătarului Ilie Burchi situate față în față cu casa Cazimir, a prefăcut în scrum Biserica Talpalari de alături, casele de pe Ulița Mare, Curtea Domnească și o mare parte a orașului, însă nu a afectat casa Cazimir.
Spătarul Cazimir, ruinat în urma incendiului, a fost nevoit să închirieze casa până la moartea sa, în 1832; după 1832 casa a trecut în posesia creditorilor, între care însuși Mihail Sturza, domnul Moldovei, care au vândut-o statului în 1834 contra sumei de 231.815 lei.

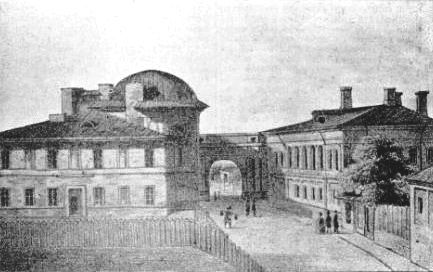
Academia Mihăileană înainte de 1890. În stânga imaginii sunt casele Cazimir iar în dreapta casele Voinescu unite prin pasajul realizat de arcul Academiei.

Ioniță Sandu Sturdza, domnul Moldovei, care-și pierduse în incendiu reședința și o mare parte din avere, a fost primul chiriaș, locuind aici până la sfârșitul domniei, în 1828. Casa a adăpostit apoi, între 1831-1832, Divanul împlinitor și ulterior, după desființarea acestuia, a devenit Palatul Ocârmuitor.

Vedere aeriană a zonei Pieței Unirii din Iași cu localizarea caselor Cazimir.
În cartușul din partea dreapta-jos a imaginii sunt indicate clădirile semnificative (cu cifre) și străzile (cu săgeți roșii și litere). A – Strada Cuza-Vodă, fostă Ulița Goliei; B – Strada Săulescu, fostă Ulița Talpalari; C – Strada Arcu, fostă Ulița Academiei; D – Strada Lăpușneanu, fostă Ulița Sârbească; E – Strada Unirii, fostă Ulița Rusească, astăzi dispărută prin extinderea Pieței Unirii; 1 – Biserica Talpalari; 2 – Casele Cazimir, vedere parțială; 3 – Liceul Național construit pe locul caselor Voinescu; 4 – Palatul lui Al.I. Cuza, azi Muzeul Unirii; 5 – Hotelul Traian; 6 – Statuia lui Al.I. Cuza; 7 – Hotelul România; 8 – Casele Motăș cu Hotelul Europa (astăzi dispărute); 9 – Palatul Braunstein.

La 6 septembrie 1834, Epitropia Școalelor cerea cumpărarea caselor răposatului spătar Cazimir pentru a instala în ele Academia și Institutul fiilor de dregători, cerere care obținea avizul favorabil din partea Sfatului administrativ al Moldovei și era aprobată de domnul Moldovei, Mihail Sturdza. Arhitectul Jean Freywald a fost angajat de Epitropia Școalelor pentru repararea clădirii, lucrări care s-au încheiat în iunie 1835, urmând apoi amenajarea și dotarea cu mobilier. Inaugurarea solemnă a Academiei a avut loc la 6 iunie 1835 în prezența domnului Moldovei Mihail Sturdza, care a ținut o cuvântare, a consulului general al Rusiei, Rückmann, și altor notabilități străine.
Spațiul devenind repede insuficient, Academia a achiziționat în 1837 casele serdarului Anastasie Voinescu de peste drum, ocupate de Hotelul Petersburg, unde a instalat administrația și internatul, casele Cazimir fiind folosite doar ca spații de învățământ. Pentru a realiza comunicarea între cele două clădiri, Gheorghe Asachi a propus în decembrie 1839 construirea unui pasaj care să treacă pe deasupra uliței. Arcul Academiei Mihăilene a fost construit în 1841 și a dăinuit până în 1890, când a fost demolat pentru a permite lărgirea străzii și construirea noii clădiri a Liceului Național.
Clădirea a devenit apoi, din 1895 și până în 1948, sediul Școlii de Belle Arte. 
Școala de Belle Arte și Pinacoteca ieșeană, înființate în octombrie 1860, după numeroase locații temporare (între anii 1860-1879 în Palatul Calimachi, până în 1891 în casele lui Constantin Theodor Ghica din Copou, și apoi pentru patru ani, până în 1895, în localul fostei Școli centrale de fete din strada Muzelor, în prezent Colegiul Național Mihai Eminescu din Iași) s-au instalat pentru mai mult de 50 de ani, între 1895 și 1950, în casele Cazimir. La 13 august 1948 a fost înființată Filiala Iași a Academiei Române; începând cu 24 ianuarie 1949 administrația acesteia și o parte a institutelor s-au instalat în clădirea vechii Academii Mihăilene, Pinacoteca mutându-se în Palatul Culturii.
În iunie 1963, ca urmare a lucrărilor de sistematizare a zonei Pieței Unirii, clădirea a fost demolată, Filiala Iași a Academiei mutându-se în Palatul Calimachi.

## Arhitectura
Clădirea era formată dintr-un corp principal, cu parter și etaj de aceeași înălțime, de formă rectangulară și cu un acoperiș în patru ape, și un corp secundar, de formă cilindrică, pe jumătate angajat în fațada dinstre stradă, cu ferestre „oeil de boeuf” la etaj și un acoperiș în formă de cupolă. În organizarea inițială a Academiei Mihăilene sălile de la parter erau destinate a fi săli de clasă, rotonda de jos fiind rezervată ca aulă și pentru ședințe. La etaj sălile era destinate internatului iar rotonda adăpostea sala de lectură; după achiziționarea caselor Voinescu internatul a fost transformat în săli de clasă sau spații pentru bibliotecă.
Instalarea aici a Școlii de Belle Arte și Pinacotecii a determinat noi modificări ale clădirii: în curtea clădirii au fost construite atelierele de pictură și sculptură, parterul a fost folosit pentru sălile de cursuri ale școlii iar la etaj s-a instalat muzeul de pictură, în rotondă fiind expuse lucrările cele mai importante.
Arcul Academiei, construit în 1841, a fost ridicat în partea dreaptă a clădirii, comunicarea cu corpul principal al caselor Cazimir făcându-se prin construirea a două încăperi, cea de la etaj având acces la acoperișul arcului.
Biserica Talpalari, cu care Academia era vecină, a funcționat ca paraclis al Academiei, comunicarea fiind asigurată printr-un pasaj în zidul de incintă al bisericii.

## Amintirea caselor Cazimir
Pe locul în care s-au înălțat casele Cazimir se găsește astăzi blocul turn de locuințe cunoscut ca blocul TAROM. Pe micul spațiu verde rămas între cinematograful Victoria și această clădire a fost amplasată o placă memorială cu următorul text:
„Pe acest loc, în casele Cazimir, a fost inaugurată la 16 iunie 1835

Academia Mihăileană
1836 - 1847
instituție de învățământ superior, ctitorită de domnitorul Mihail Sturza 1835 - 1849 în urma neobositelor stăruințe ale lui Gheorghe Asachi. Edificiul a fost (nejustificat) demolat în 1963.

Aici au predat și luminat cu harul lor: Eftimie Murgu, Mihail Kogălniceanu, Ion Ghica, Damaschin Bojincă, Dimitrie Asachi, Iacob Cihac, Iosif Adler, Theodor Codrescu, P. Câmpeanu, Vasile Fabian, Christian Flechtenmacher, Gustav Freiwald, Dimitrie Gusti, Ion Ionescu de la Brad, M. Loffler, Giovanni Schiavoni, Charles Maisonable, Charles Malgouverné, Gheorghe Săulescu, N. Sungurov, T. Stamate, D. Stoica, N. Măcărescu, Anton Velini, Iancu Albineț.”